# San Andrés del Rey
San Andrés del Rey település Spanyolországban, Guadalajara tartományban. San Andrés del Rey Brihuega, Budia, Berninches, Peñalver, Yélamos de Abajo és Yélamos de Arriba községekkel határos. Lakosainak száma 37 fő (2024).

## Népesség
A település népessége az utóbbi években az alábbiak szerint változott:
| Lakosok száma | 53   | 46   | 43   | 41   | 38   | 36   | 32   | 29   | 39   | 37   |
|               | 2001 | 2004 | 2006 | 2009 | 2011 | 2014 | 2016 | 2019 | 2021 | 2024 |